# Max Chancy
Max Chancy (9 de mayo de 1928 - 25 de marzo de 2002) fue un intelectual, líder sindical y activista político haitiano.
Fue cofundador del Centre d'Études Secondaires y de un importante sindicato de maestros en Haití. Participó en la resistencia izquierdista ante la dictadura de Duvalier y se exilió a Canadá en la década de 1960, donde continuó su labor política y educativa, antes de regresar a Haití tras la caída de la dictadura.

## Biografía
Chancy nació en Puerto Príncipe, Haití, en 1928. Estudió en l'École normale supérieure en la Universidad Estatal de Haití, también obtuvo un título de la filosofía Sorbona en Francia y un doctorado en filosofía de la Universidad de Maguncia en Alemania.

## Carrera
Tras completar sus estudios universitarios en Europa, regresó a su país y enseñó en la Université d'État d'Haïti y en la escuela secundaria Toussaint Louverture. En 1954, cofundó el Centre d'Études Secondaires, una distinguida escuela en Puerto Príncipe.
Paralelamente a sus actividades educativas, también participó en el sindicalismo y fue uno de los miembros fundadores del sindicato nacional de maestros de escuelas secundarias de Haití, UNMES. También luchó contra la dictadura de François Duvalier, incorporándose al Partido Popular Marxista-Leninista de Liberación Nacional y posteriormente al Partido Unificado de los Comunistas Haitianos. Fue detenido y torturado por las autoridades en 1963.
En 1965, después de ser liberado, fue exiliado a Canadá junto con su familia, instalándose como refugiados políticos en Outremont, Montreal.
En Canadá, continuó su trabajo como educador, enseñando filosofía en Cégep Édouard-Montpetit desde 1970 hasta 1985 y dando clases en la Université du Québec à Montréal desde 1973 hasta 1977. En 1980, se convirtió en miembro del Consejo de Educación de Quebec, donde supervisó varios comités, en particular uno sobre "Escuelas y comunidades culturales de Quebec". Su trabajo en este comité dio lugar al "Informe Chancy", que introdujo el concepto de educación intercultural por primera vez en la provincia.
También continuó su trabajo sindicalista, incluso a través de la Conferencia Internacional de Solidaridad de los Trabajadores de 1974, junto a Michel Chartrand.
Siguió interactuando con el sistema educativo de Haití en el exilio. Junto a su esposa, colega educadora y activista, Adeline Magloire, ayudó a fundar la Maison d'Haïti, una organización dedicada a la educación, en Montreal en 1972.
En 1986, tras ser derrocado Jean-Claude Duvalier, Chancy regresó a su país. Falleció en Pétion-Ville en 2002, tras una larga enfermedad.